# Левисы
Ле́висы (от лат. leve — незначительный) — воины лёгкой пехоты времён Республики в Древнем Риме. Набирались преимущественно из беднейших слоёв населения.

## История
В результате реформ Марка Фурия Камилла были сформированы отряды, состоявшие из бедных и незнатных граждан. Эти отряды называли левисами. Позже, во время Пунических войн, их сменили велиты.

## Вооружение и тактика
Поскольку отряды левисов состояли из малоимущих граждан, они не могли себе позволить доспехи, а потому выступали в роли застрельщиков, прикрывая тыл войска. Их основное оружие — дротики, которые они метали в ряды противника, тем самым обеспечивая поддержку лучше экипированным соотечественникам. В каждом легионе было около 300 левисов, которые сопровождали гастатов — по 20 перед каждой из 15 манипул.